# Рузиньол, Сантьяго
Сантьяго Рузиньол-и-Пратс (кат. Santiago Rusiñol i Prats; 25 февраля 1861, Барселона — 13 июня 1931, Аранхуэс) — каталонский художник-постимпрессионист, поэт, прозаик, драматург.

## Биография
Из семьи фабрикантов текстиля. Учился в Центре акварелистов в Барселоне, в 1889 году приехал в Париж, поселился на Монмартре вместе с Игнасио Сулоагой. Сблизился с кругом символистов, испытал влияние Уистлера. Позже еще несколько раз подолгу жил в Париже.
По возвращении в Испанию создал в Сиджесе музей-мастерскую Cau Ferrat, в Барселоне постоянно посещал известное кафе «Четыре кота». Здесь с ним познакомился Пикассо, на которого Рузиньол оказал большое влияние (в 1899—1903 годах Пикассо написал более двадцати портретов Рузиньола). Как живописец и график Рузиньол оставил ряд портретов (среди них — портреты Эрика Сати), пейзажи, жанровые сцены и др. Писал для газеты La Vanguardia, сатирического еженедельника L’Esquella de la Torratxa. Переводил Бодлера. Был яркой фигурой барселонской богемы, инициатором каталонского модернизма, активным участником движения за культурное возрождение Каталонии.
В 1910 Рузиньол посетил Аргентину в связи со столетием Майской революции, здесь были поставлены несколько его пьес.
Похоронен на Монжуикском кладбище (кат. Cementiri de Montjuïc) в Барселоне.

## Галерея

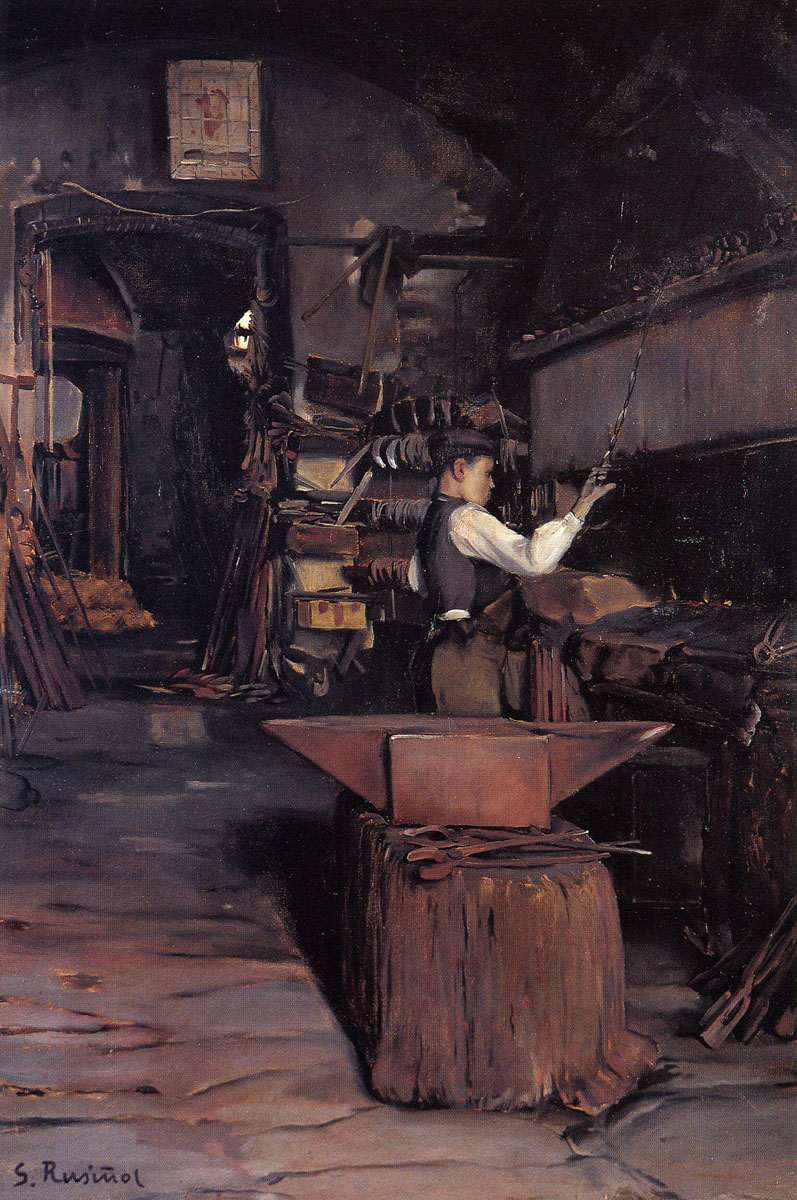
«Кузнец», 1889
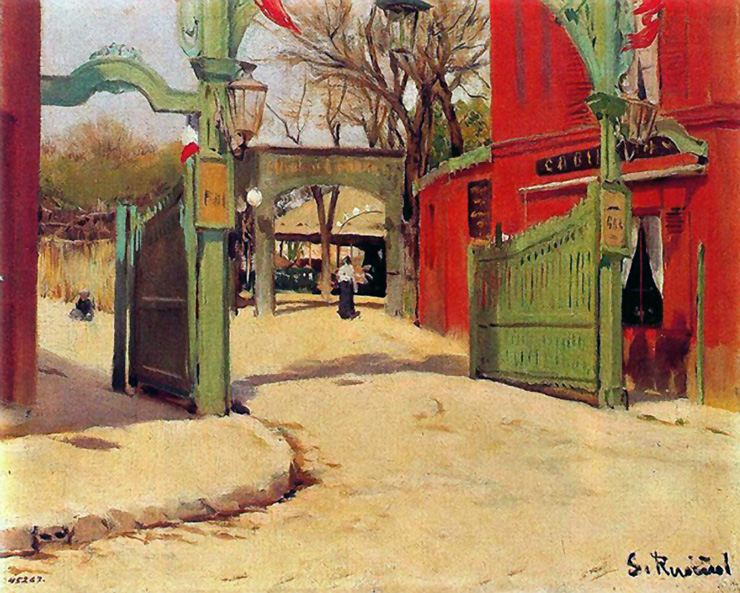
«Мулен де ла Галет», ок. 1891
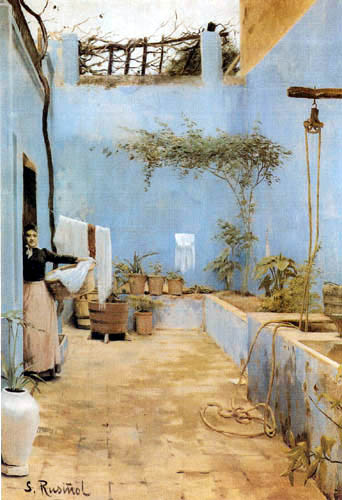
«Голубой дворик», 1892
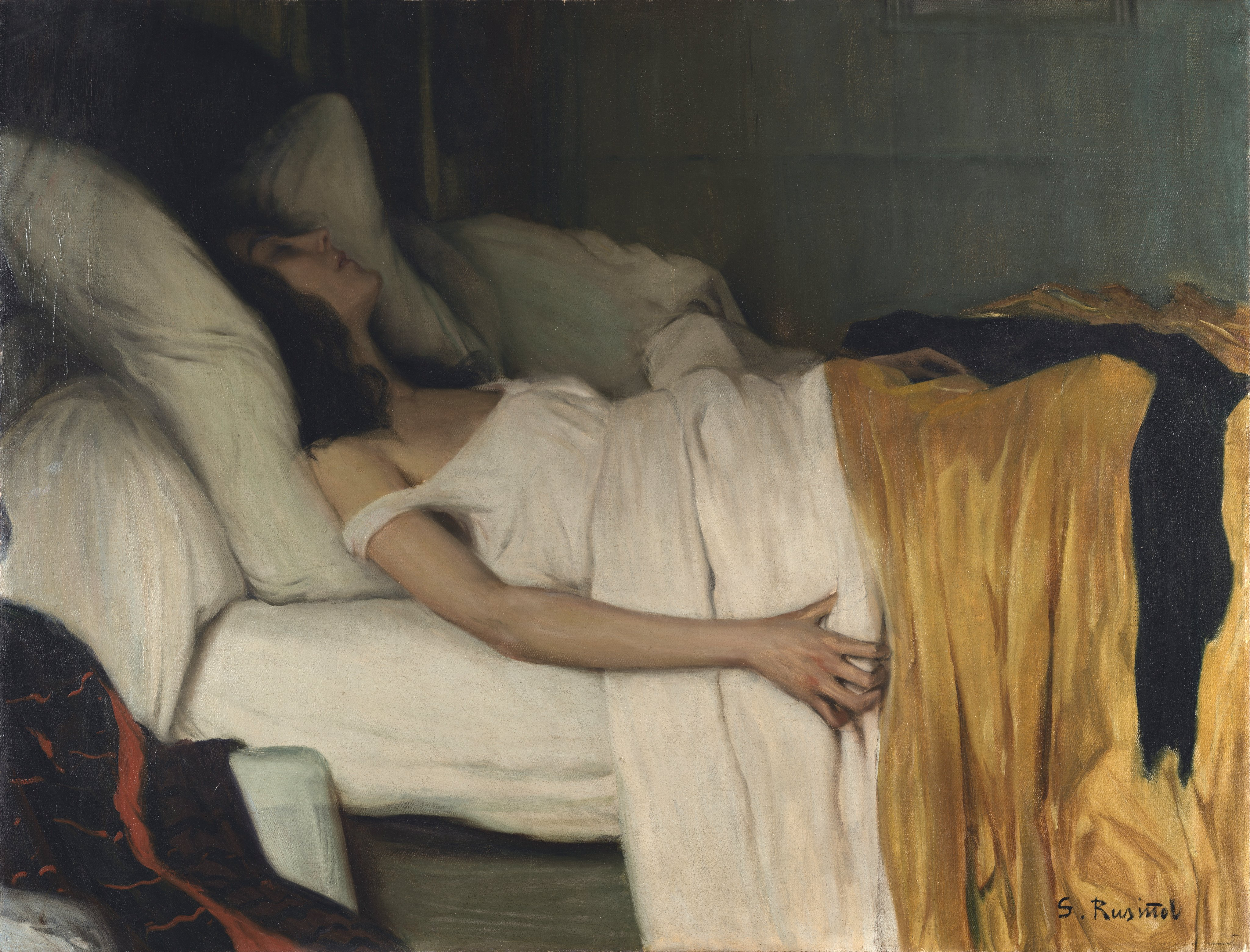
«Морфий», 1894
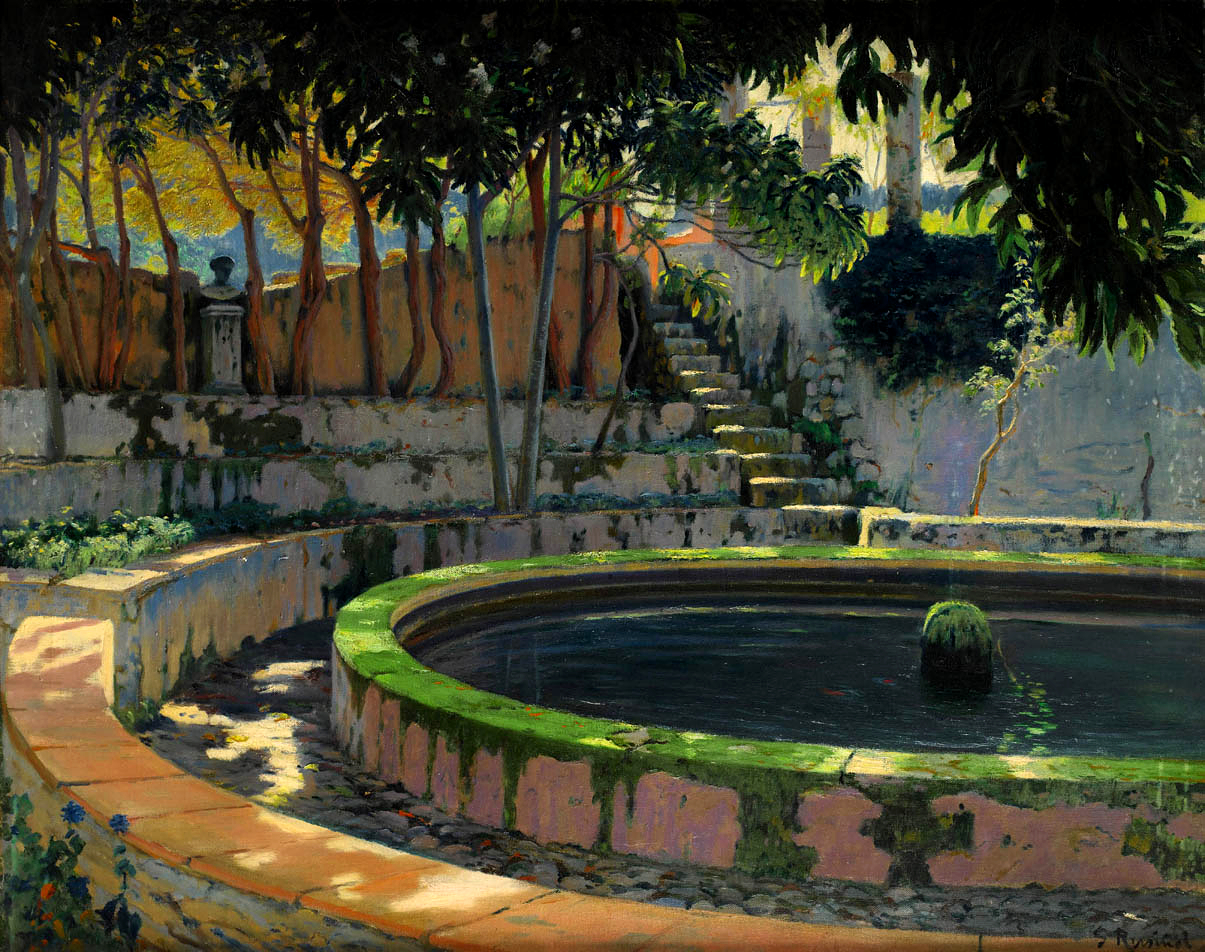
«Элегический сад». Мальорка, ок.1903
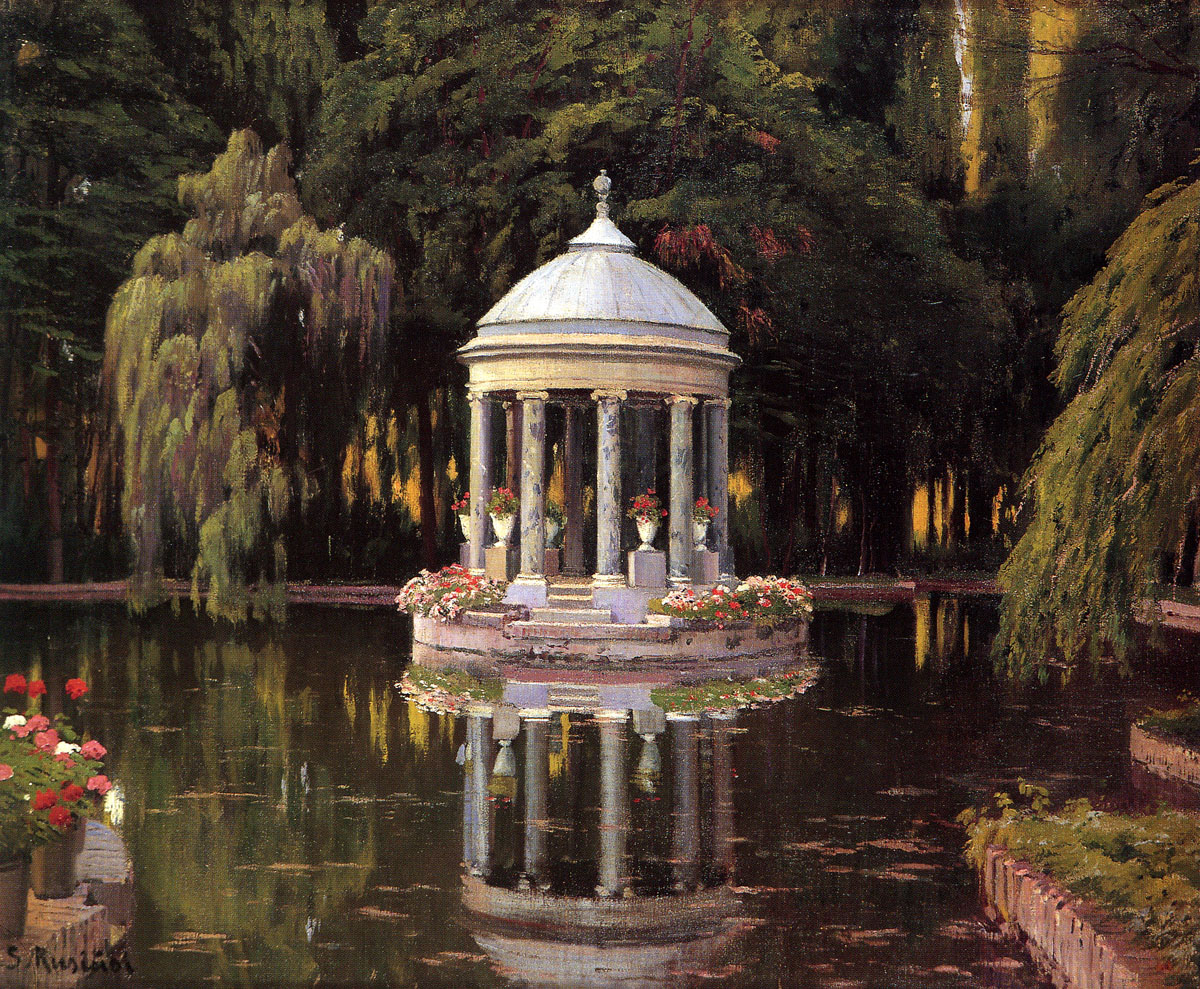
«Беседка на закате», 1913
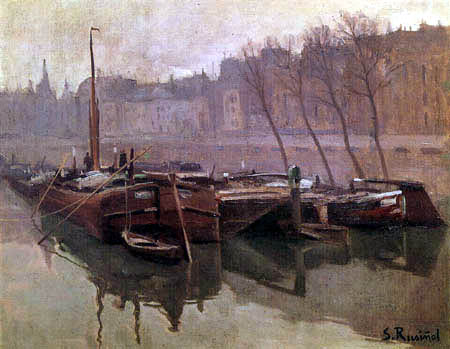
«Баржи на Сене»

## Посмертная судьба
С 13 июня 2006 по 13 июня 2007 в связи с 75-летием смерти художника и писателя в Сиджесе и Аранхуэсе проходил год Рузиньола.